# Droga wojewódzka 406
Die Droga wojewódzka 406 (DW 406) ist eine 20 Kilometer lange Droga wojewódzka (Woiwodschaftsstraße) in der polnischen Woiwodschaft Opole, die Nysa mit Włostowa verbindet. Die Strecke liegt im Powiat Nyski.

## Streckenverlauf
Woiwodschaft Opole, Powiat Nyski
-  Nysa (Neisse) (DK 41, DK 46, DW 407, DW 411)
- Rusocin (Riemertsheide)
- Piątkowice (Rotthaus)
- Jasienica Dolna (Nieder Hermsdorf)
- Budzieszowice (Bauschwitz)
- Wierzbie (Wiersbel)
-  Korfantów (Friedland in Oberschlesien) (DW 405, DW 407)